# Salve Regina

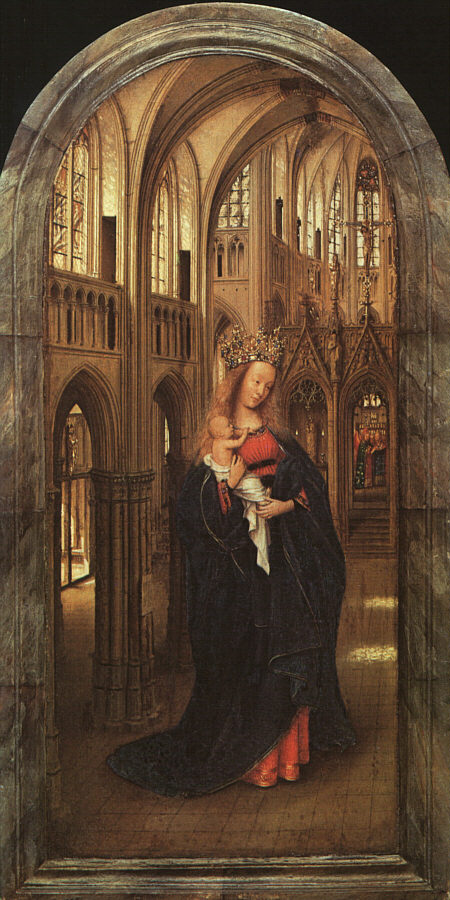
Madonna von Jan van Eyck

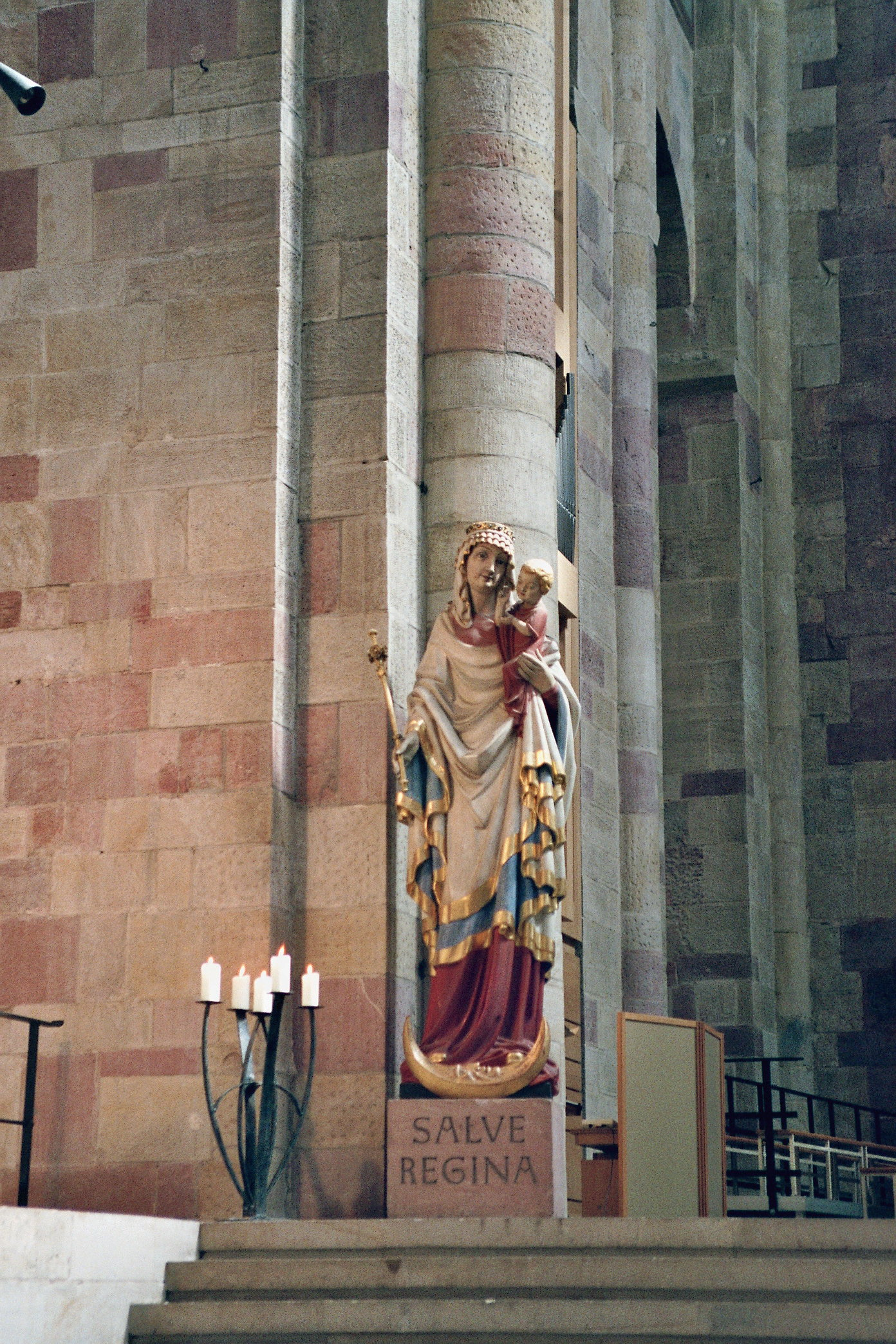
„Salve Regina“, Statue von August Weckbecker im Dom zu Speyer

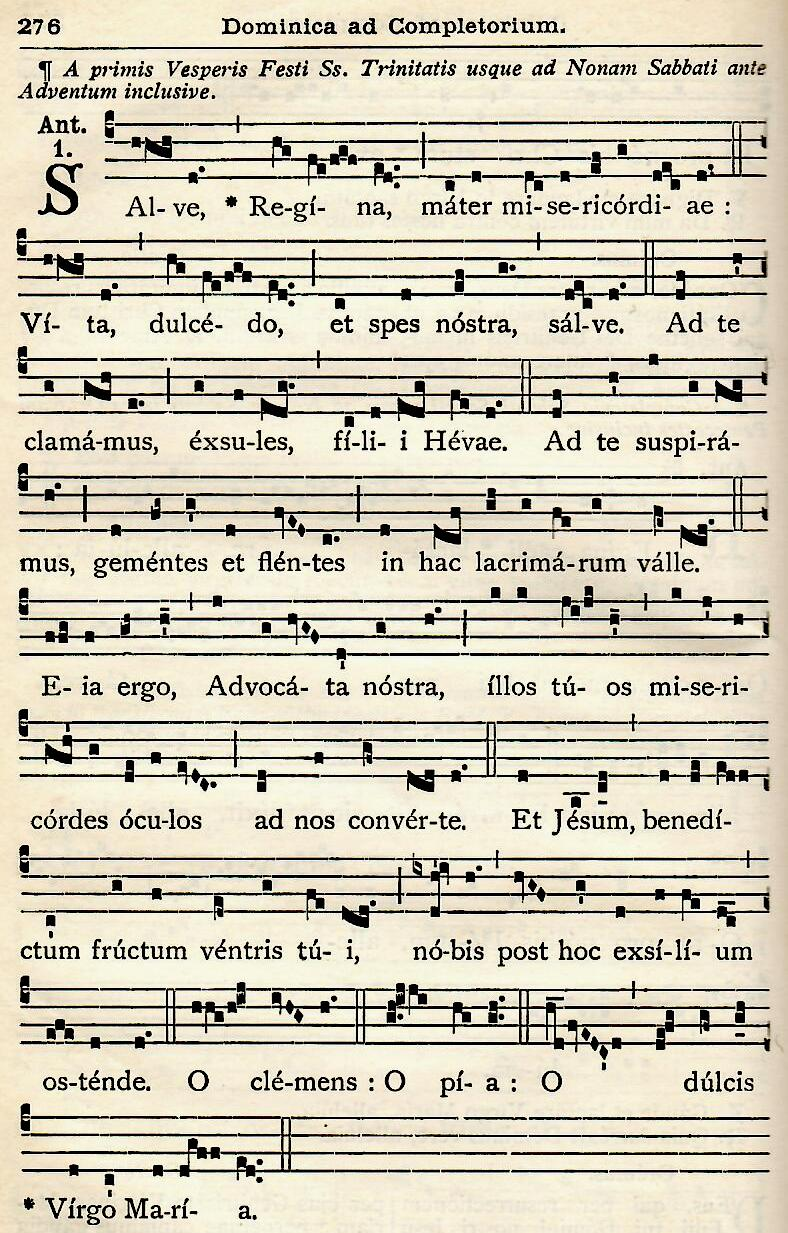
Salve Regina, feierliche Melodie, im Liber Usualis

Das Salve Regina ist die marianische Antiphon, die im Stundengebet der katholischen Kirche in der Zeit im Jahreskreis entweder nach der Vesper oder nach der Komplet gesungen wird – je nachdem, welche dieser beiden Horen die letzte ist, die in Gemeinschaft gefeiert wird. In vielen Regionen ist es Brauch, das Salve Regina beim Begräbnis eines Priesters oder einer Person des geweihten Lebens am Grab zu singen.

## Bezeichnung und Text
Benannt ist diese marianische Antiphon nach den ersten beiden Worten des lateinischen Textes, der vor 1054 entstanden ist und Hermann von Reichenau (Hermann der Lahme, Hermannus Contractus), einem Benediktiner der Abtei Reichenau, aber auch Petrus von Monsoro oder Compostela, Ademar von Le Puy-en-Velay und Bernhard von Clairvaux zugeschrieben wird. Der Text besteht aus Verszeilen in freien Rhythmen nach Art der Psalmen, der neutestamentlichen Cantica und der frühchristlichen Dichtung (etwa Gloria, Te Deum).
Die früheste handschriftliche Textüberlieferung findet sich im Pontifikale von Aurillac (Paris, Nachtrag um 1100). Die letzten Anrufungen des Gebets („O clemens, o pia, o dulcis Virgo Maria“) sind ein späterer Zusatz, den der heilige Bernhard von Clairvaux angefügt haben soll. In der ersten Zeile ist das Wort mater ‚Mutter‘  ein Einschub, der sich erst im 16. Jahrhundert durchsetzte; bis dahin wandte sich das Lied an Regina misercordiae, die „Königin der Barmherzigkeit“.

### Wortlaut
| lateinisch | deutsch |
| --- | --- |
| Salve, Regina, mater misericordiae; Vita, dulcedo et spes nostra, salve. Ad te clamamus, exsules filii Hevae. Ad te suspiramus, gementes et flentes in hac lacrimarum valle. Eia ergo, Advocata nostra, illos tuos misericordes oculos ad nos converte. Et Jesum, benedictum fructum ventris tui, nobis post hoc exsilium ostende. O clemens, o pia, o dulcis virgo Maria. | Sei gegrüßt, o Königin, Mutter der Barmherzigkeit, unser Leben, unsre Wonne und unsere Hoffnung, sei gegrüßt! Zu dir rufen wir verbannte Kinder Evas; zu dir seufzen wir trauernd und weinend in diesem Tal der Tränen. Wohlan denn, unsre Fürsprecherin, deine barmherzigen Augen wende uns zu und nach diesem Elend * zeige uns Jesus, die gebenedeite Frucht deines Leibes. O gütige, o milde, o süße Jungfrau Maria. |

## Melodien des Salve Regina
Die gregorianische Singweise des Salve Regina steht im Liber Usualis in einer festlichen Version (in tono solemni). Die in Klöstern und Gemeinden meistgesungene Melodie in einem „einfachen Ton“ (in cantu simplici) geht auf den belgischen Barockkomponisten Henri Du Mont (1610–1684) zurück und ist die im Gotteslob Nr. 666, 4 abgedruckte Version.
Das Anfangsmotiv der einfachen Fassung – der Dur-Dreiklang mit der Sexte – ist auch eine häufige Geläutedisposition, oft Salve-Regina-Geläut genannt.
Anfang der Melodie nach Henri Du Mont:
Eine deutsche Übertragung mit einer Melodie von Heinrich Rohr war im Gotteslob von 1975 unter Nummer 571 abgedruckt, ebenso die Liedparaphrase „Salve! Maria Königin“ nach einer Melodie aus dem Rheinfelsischen Gesangbuch von 1666 unter der Nummer 572.

## „Gegrüßet seist du, Königin“ (Salve-Regina-Lied)
Auf Johann Georg Seidenbusch (1641–1729) geht ein Marienlied zurück, das in den einzelnen Strophen die Marientitel des Salve Regina paraphrasiert. Im Gotteslob ist es unter Nummer 536 (GLalt 573) enthalten.
1 Gegrüßet seist du, Königin, (o Maria) – erhabne Frau und Herrscherin, (o Maria).

2 O Mutter der Barmherzigkeit, – du unsres Lebens Süßigkeit.

3 Du unsre Hoffnung, sei gegrüßt, – die du der Sünder Zuflucht bist.

4 Wir Kinder Evas schrein zu dir, – aus Tod und Elend rufen wir.

5 O mächtige Fürsprecherin, – bei Gott sei unsre Helferin.

6 Dein mildes Auge zu uns wend – und zeig uns Jesus nach dem End.
Der Refrain lautet: „Freut euch, ihr Kerubim, lobsingt, ihr Seraphim, grüßet eure Königin: Salve, salve, salve Regina!“

## Neufassungen nach der Reformation
Die Reformatoren lehnten die Marienverehrung ab, das lateinische Stundengebet wurde jedoch zunächst weiter verrichtet, und es gab lateinische Gesänge im Gottesdienst. So kam es zu auf Gott Vater und Jesus Christus bezogenen Umdichtungen der Passagen im Salve Regina, in denen Maria genannt wurde. Statt Salve Regina, mater misericordiae hieß es nun „christlich gebessert“ Salve o Christe, salve, fons misericordiae („Sei gegrüßt, Christus, du Quelle der Barmherzigkeit“), Laetemur in Christo („Wir wollen uns freuen in Christus“), Salve Rex aeternae misericordiae („Sei gegrüßt, König der ewigen Barmherzigekeit“, Erfurt 1525) oder ähnlich. Michael Praetorius vertonte 1611 Salve Rex noster [Salve Regina, christlich gebessert] mit folgenden, an Gott Vater gerichteten Neufassungen:
- Salve Rex noster, salve, pater misericordiae (statt: Salve, Regina, mater misericordiae)
- Eia, ergo advocate noster (statt: advocata)
- Et Jesum, unigenitum filium tuum nobis […] ostende (statt: Et Jesum, benedictum fructum ventris tui nobis […] ostende).
- o dulcis Rex noster, salve (statt: o dulcis virgo Maria).[11]

Christian Adolph Overbeck veröffentlichte in der Zeit der Aufklärung 1785 eine Fassung von Pergolesis Salve Regina  mit einer deutschen Parodie: Heil dir! Tod, du Vollender! Du Trost der Leiden! Du Wunsch des Christen!

## Das Salve Regina in der Musikgeschichte (Auswahl)
Durch die Jahrhunderte der abendländischen Musikgeschichte vertonten viele Komponisten das Salve Regina, z. B.:
- Johannes Ockeghem (ca. 1410–1497): Salve Regina (Motette)
- Pierre de la Rue (* um 1460–1518): Salve Regina I – VI (Motetten)
- Claudio Monteverdi (1567–1643): Psalmi e Framenti: Salve o Regina a voce solo e B.c. und Salve Regina a voce sola, Selva morale e spirituale: Salve Regina con dentro un Ecco voce sola risposta d'ecco et due Violini, Salve Regina a 2 voci, due Tenori o due Soprani, Salve Regina a 3 voci, Alto, Basso, et Tenore o Soprani
- Jean-Baptiste Lully (1632–1687)
- Marc-Antoine Charpentier (1643–1704), 5 Salve Regina, H. 18, H. 27, H. 47, H. 24, H. 23
- Giovanni Battista Bassani (1650–1716)
- Alessandro Scarlatti (1660–1725)
- Valentin Rathgeber (1682–1750): Salve Regina, Motette für Chor und Soli (SATB), Violinen und Basso continuo
- Georg Friedrich Händel (1685–1759): Geistliches Konzert für Sopran, Streicher und Orgel/Cembalo HWV 241
- Nicola Antonio Porpora (1686–1768): Salve Regina F-Dur
- Johann Adolf Hasse (1699–1781)
- Joan Rossell (1724–1780): „Salve a duo“, Salve Regina für Sopran und Mezzo-Sopran. Bis ins späte 20. Jahrhundert wurde dieses Werk Giovanni Battista Pergolesi (1710–1736) zugeschrieben. Der englische Musikverleger Robert Bremner verkaufte es (nachdem er es selbst leicht bearbeitet hatte) als angebliche Komposition von Pergolesi.[13]
- Joseph Haydn (1732–1809): Salve Regina g-moll für vierstimmigen Chor, Streicher und konzertierende Orgel, Hob.XXIII/b:2 (1771)
- Antonio Salieri (1750–1825): Salve Regina D-Dur (1815), mit deutschem Text in G-Dur und zuletzt in B-Dur für vierstimmigen Chor und Orchester
- Cayetano Carreño (1774–1836): Salve Regina (1814)
- Ferdinand Schubert (1794–1859): Salve Regina, op. 12
- Franz Schubert (1797–1828): Salve Regina op. 140 in C-Dur für gemischtes Quartett (April 1824) und Salve Regina op. 153 in A-Dur für Sopran und Orchester (November 1817)
- Moritz Hauptmann (1792–1868): Salve Regina
- Otto Nicolai (1810–1849): Salve Regina (Hymne an die heilige Jungfrau) op. 39 (1846)
- Franz Liszt (1811–1886): Salve Regina, S. 66 (1885)
- Gabriel Fauré (1845–1924): Salve Regina, op. 67/1 (1895)
- Leoš Janáček (1854–1928): Gebet der Jenufa im 2. Akt der gleichnamigen Oper
- Francis Poulenc (1899–1963): Finale der Oper „Dialogues des Carmélites“ (1957)
- Georg Trexler (1903–1979): Salve Regina (1954)
- Hermann Schroeder (1904–1984): Salve Regina, in Die Marianischen Antiphonen für Orgel (1953), und „Salve Regina“, Cantilena choralis für Violoncello und Orgel (1981)
- Jean Langlais (1907–1991): Missa Salve Regina, 3 voix égales, unisson, 2 orgues, 5 trombones, 3 trompettes (1954)
- Anton Dawidowicz (1910–1993): Salve Regina
- Petr Eben (1929–2007): Salve Regina (1989)
- Arvo Pärt (* 1935): Salve Regina (2002)
- Guy Bovet (* 1942): Salve Regina für Orgel (1978)
- Andrew Lloyd Webber (* 1948): im Musical „Evita“ (1974) unter dem Titel „Requiem“
- Enjott Schneider (* 1950): 2. Sinfonie, 1. Satz
- Albert Breier (* 1961): Salve Regina für Sopran und Violoncello
- Olivier Latry (* 1962): Salve Regina (Latry) (2007)
- Yves Castagnet (* 1964): Missa „Salve Regina“
- Jennifer Haben (* 1995): Salve Regina (Latin)
- Michael Patrick Kelly (* 1977): Salve Regina (Latin)

## Edition
- Analecta Hymnica Medii Aevi, ed. Guido M. Dreves et al., Bd. 50, S. 318 f.